# Batalla de Mikołów
La batalla de Mikołów se libró entre el 1 y 2 de septiembre de 1939, tuvo lugar en la zona de Mikołów, que se encuentra en la parte entonces polaca de la Alta Silesia (desde 1945 más del 90 % de toda la Silesia [Alta y Baja] ha vuelto a ser polaca), durante las primeras etapas de la invasión de Polonia en la Segunda Guerra Mundial.

## 1 de septiembre de 1939
La 5.ª División Blindada alemana, atacando hacia Rybnik y Żory, logró aniquilar a los defensores polacos en la mañana. Las unidades destruidas por los atacantes fueron ubicadas en el bosque de Pszczyna, su tarea consistía en proporcionar una conexión entre grupos operativos "Ilesia' y 'Bielsko'. 

## 2 de septiembre , 1939
Los alemanes lanzaron su principal ataque con un bombardeo de artillería desde las 5 a. m.. Más tarde, dos batallones de alemanes (49.º y 83.º) se trasladaron hacia Tychy, donde fueron enfrentados por unidades polacas, en la zona de la aldea de Zwakow.
Los alemanes, atacaron la zona de Woźniki, rompieron las defensas de la brigada de caballería de Cracovia. También en el sur, destrozaron las posiciones polacas, y la 6.ª División de Infantería polaca se retiró apresuradamente hacia Oswiecim. Así, las unidades en la zona de Pszczyna y Mikołów fueron cercadas.

## Retirada
Una orden de retirada alcanzó todas las unidades polacas a las 9 p. m. el 2 de septiembre. Las tropas polacas partieron rumbo a Cracovia. La mayoría de estas unidades, se encontraron más tarde en la zona de Lublin, donde tomaron parte en la batalla de Tomaszów Lubelski.